# Benjamin Nadault de Buffon
Pour les articles homonymes, voir Nadault et Buffon.
Benjamin Nadault de Buffon, né le 2 février 1804 à Montbard et mort le 19 juin 1880, est un ingénieur en chef des Ponts et Chaussées. 

## Biographie
Spécialiste de l'hydraulique, des irrigations et du droit des cours d’eau, matières sur lesquelles il écrivit une vingtaine d'ouvrages, il fut appelé au ministère des Travaux publics en 1841 pour y diriger la division de l'hydraulique spécialement créée pour lui. Il fut également le créateur du génie rural à l'École nationale des ponts et chaussées, où il enseigna pendant plusieurs années.
Membre des académies de Dijon, Besançon et Lyon, ainsi que de l'Académie royale des Sciences de Turin.
Officier de la Légion d'honneur, chevalier de l'Ordre de Léopold.  
Benjamin Nadault de Buffon était un petit-neveu du célèbre naturaliste Georges-Louis Leclerc de Buffon (1707-1788), dont la sœur Antoinette avait épousé Benjamin Edme Nadault, conseiller au Parlement de Bourgogne.
Il épousa en 1830 Louise Stéphanie Napoléone Bertrand de Boucheporn (1807 - 1847), petite-fille de Claude-François Bertrand de Boucheporn (1741 - 1794), intendant de Corse puis de Pau, Bayonne et Auch, guillotiné à Toulouse sous la Terreur, dont il eut deux enfants : Alexandre-Henry et Renée Louise Élisabeth. Après la mort de son épouse, il se remaria en 1859 avec Henriette Élisabeth du Chesne de Bressy .

## Publications
- Considérations sur les trois systèmes de communications intérieures au moyen des routes, des chemins de fer et des canaux, 1829 (Lire en ligne)
- Traité théorique et pratique des irrigations envisagées sous les divers points de vue de la production agricole, de la science hydraulique et de la législation, Paris : Carilian-Gœury et Victor Dalmont (libraires des corps royaux des Ponts et Chaussées et des Mines), 1843-1844, 3 vol. in-8°, XII-432, IV-456 et 583 p.
- Cours d’agriculture et d’hydraulique, Paris, 1853-1856, 4 vol. in-8°

## Sources
- Charles-Philibert Milsand, Bibliographie bourguignonne, 1885
- Louis Figuier, L'année scientifique et industrielle-1881
- F. P. H. Tarbé de Saint-Ardouin, Notices biographiques sur les ingénieurs des Ponts et Chaussées depuis la création du corps en 1716, jusqu'à nos jours, Paris : Baudry, 1884
- Florian Reynaud, Les bêtes à cornes (ou l'élevage bovin) dans la littérature agronomique de 1700 à 1850, Caen, thèse de doctorat en histoire, 2009, annexe 2 (13.4. 1843)